# Латинський хрест
Латинський хрест (лат. crux ordinaria), також званий довгий хрест, хрест Розп'яття, хрест Заходу, хрест Життя, хрест Страждання (лат. crux immissa) — чотирикінцевий хрест, у якого вертикальна поперечина (лат. staticulum) довша від горизонтальної (лат. patibulum), яка розташована вище середини вертикальної і ділиться нею навпіл.

## В язичництві
Вважається, що хрест символізує союз неба і землі: поздовжня поперечина являє божественне, а поперечна — земне.
Зображення хреста з довгою підставою знаходили в Китаї і Африці.
Стародавні скандинави носили натільні хрести, як захисний талісман, символ молота Мйольнір — зброї бога Тора, захисника від злих сил.

## У християнстві
Найбільш поширений християнський символ у світі. Він є переважаючим в католицтві, де цей вид хреста вважається реальною формою хреста, на якому був розп'ятий Ісус Христос. Крім того, три коротких кінці можуть представлятися як три особи Трійці, а довгий кінець — одиничність Бога.
Хрест із фігурою Ісуса називають Розп'яттям і використовують як декоративний елемент прикраси стін. Часто католицькі церкви мають форму латинського хреста: основна нава являє собою вертикальну поперечину хреста, а поперечна нава (трансепт) — горизонтальну.

## У масонстві
У масонстві латинський хрест називають хрестом Страстей і разом з іншими зображеннями, такими як корона або терновий вінець, можуть позначати ранг члена ложі.

## Інше використання

### Типографський хрестик
Типографічний знак † має форму саме латинського хреста. Він часто використовується в різних областях:
- Цим хрестиком на картах позначають місця розташування церков.
- Його розташовують поряд з ім'ям або датою, позначаючи смерть людини.
- Можуть позначати виноски.

### На прапорах
Латинський хрест використовується на декількох прапорах: Ресіфі (Бразилія), Пернамбуку (Бразилія),  Тукуман (Аргентина). Крім того, довгий хрест, повернутий на 90° ліворуч, називають скандинавським хрестом, такий хрест міститься на прапорах багатьох країн, територій і народів, зокрема, на прапорах скандинавських країн —  Норвегії, Швеції, Данії, Фінляндії та Ісландії.

## Ресурси Інтернету
- Вікісховище має мультимедійні дані за темою: Латинський хрест